# Off (musique)
Pour les articles homonymes, voir Off.
Off est un groupe d'electronic body music fondé en 1985 composé d’une part du DJ allemand Sven Väth et des futurs producteurs et compositeurs du groupe Snap! Luca Anzilotti et Michael Münzing d'autre part. Le groupe se dissout en 1990, après deux albums studio et neuf singles.